# Mamadou Sangaré
Mamadou Sangaré (* 26. června 2002) je malijský fotbalista, který hraje jako záložník za rakouský klub Rapid Vídeň a za malijskou reprezentaci.

## Klubová kariéra
V sezóně 2022/2023 byl Sangaré na hostování v belgickém Zulte Waregem. Dne 6. února 2023 byl Sangaré poslán na nové hostování do TSV Hartberg.
Dne 1. července 2024 s ním Rapid Vídeň podepsal smlouvu do roku 2028.

## Reprezentační kariéra
V červnu 2023 byl Sangare zařazen do finální nominace reprezentace do 23 let na Africký pohár národů 2023 v Maroku. Mali skončilo na třetím místě a kvalifikovalo se na Letní olympijské hry 2024.